# Linus Müller
Linus Müller (* 2. Dezember 1999 in Düsseldorf) ist ein deutscher Hockeyspieler. Er wurde 2021 Europameisterschaftszweiter.

## Sportliche Karriere
Linus Müller spielt als Verteidiger beim Mannheimer HC, mit dem er 2022 deutscher Hallenmeister wurde.
Von 2015 bis 2019 nahm er an 69 Länderspielen in den verschiedenen Altersklassen im Junioren-Bereich teil. Seine größten Erfolge waren der erste Platz bei den U18-Europameisterschaften 2016 sowie der dritte Platz 2017 und der erste Platz 2019 bei den Junioreneuropameisterschaften.
2019 debütierte Linus Müller in der Nationalmannschaft. 2021 bei der Europameisterschaft in Amstelveen erreichte die deutsche Mannschaft durch einen 3:2-Halbfinalsieg über das englische Team das Finale, dort unterlag die Mannschaft den Niederländern im Shootout. Bei den Olympischen Spielen in Tokio belegten die Deutschen den zweiten Platz in ihrer Vorrundengruppe. Nach ihrer Halbfinalniederlage gegen die Australier verloren die Deutschen das Spiel um den dritten Platz mit 4:5 gegen die indische Mannschaft, wobei Müller im Spiel um Bronze wegen Verletzung nicht dabei war.
Insgesamt bestritt Müller bislang 41 Länderspiele. (Stand 15. Juni 2024) 